# Hotel Georgia
Hotel Georgia è un hotel storico nel centro di Vancouver, British Columbia, Canada.

## Storia
L'edificio, progettato dagli architetti Robert T. Garrow e John Graham, Sr., venne aperto il 7 maggio 1927.
Venduto all'inizio del 2007 dal proprietario Allied Hotel Properties Inc, l'hotel, che in seguito operava come Crowne Plaza Hotel Georgia, è stato restaurato ed è stato presentato il 15 luglio 2011 come Rosewood Hotel Georgia, gestito da Rosewood Hotels &amp; Resorts . Nel processo di ristrutturazione, le sue 313 camere sono state ridotte a 155. L'edificio e molte parti dell'interno sono designati come patrimonio protetto dalla città di Vancouver. Il design degli interni per la ristrutturazione è stato realizzato dallo studio di design con sede a Toronto, Munge Leung. È un sito del patrimonio culturale registrato in Canada, insignito con il numero 11158 nel registro canadese dei luoghi storici.

## Ospiti illustri
- Nat King Cole

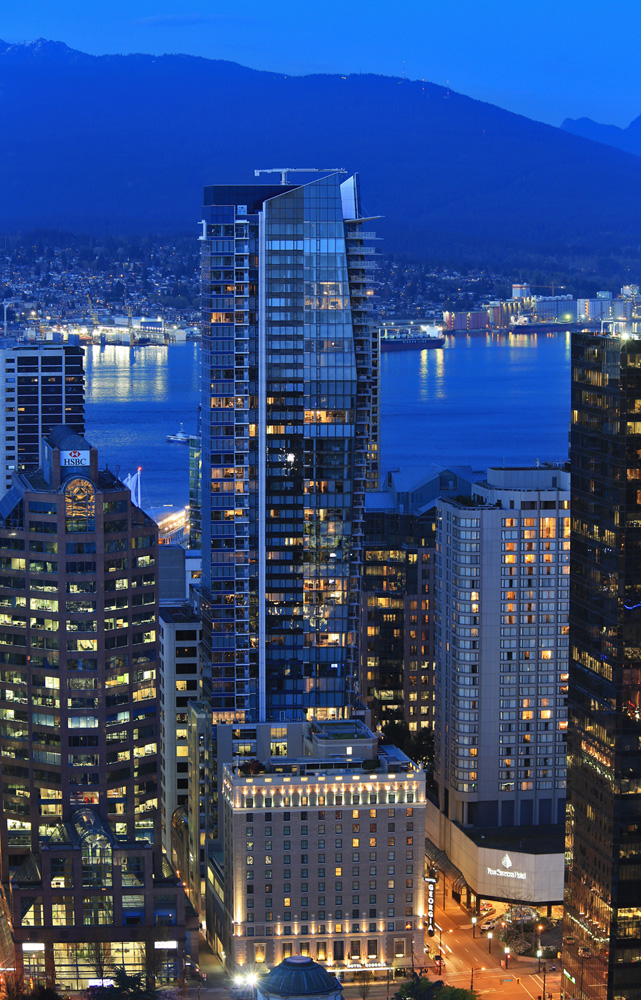
Vista notturna del complesso.

- Prince of Wales (in seguito Duca di Windsor )
- Elvis Presley
- Jack Carter
- Louis Armstrong
- The Beatles (prenotazione esca per evitare i fan)
- Regina Elisabetta II e il principe Filippo
- Errol Flynn morì mentre era ospite dell'hotel nel 1959 (anche se non in albergo, ma nell'appartamento vicino di un amico)
- John Wayne

## The Private Residences Hotel Georgia
Un grattacielo residenziale alto 158,5 metri e con 48 piani è stato costruito sul sito adiacente alla struttura di parcheggio dell'hotel. È la terza torre più alta della città, dopo la Living Shangri-La Tower e il Trump International Hotel and Tower . Tutti e tre questi sviluppi sono nuove torri hotel / residenze ad uso misto in Georgia Street.